# AIX 커넥트의 운항 노선
2017년 5월 기준, AIX 커넥트의 운항 노선은 다음과 같다.

## 운항 노선

### 아시아

#### 남아시아
- 인도
  - 델리 - 인디라 간디 국제공항 제2 허브
  - 고아 - 고아 국제공항
  - 구와하티 - 로크프리야 고피나스 보르돌로이 국제공항
  - 벵갈로르 - 벵갈루루 국제공항 허브
  - 임팔 - 임팔 국제공항
  - 자이푸르 - 자이푸르 국제공항
  - 찬디가르 - 찬디가르 국제공항
  - 코치 - 코친 국제공항
  - 콜카타 - 네타지 찬드라 수바스 보스 국제공항
  - 하이데라바드 - 라지브 간디 국제공항
  - 란치 - 비스라 문다 공항
  - 바그도그라 - 바그도그라 공항
  - 비사카퍼트남 - 비사카퍼트남 공항
  - 스리나가르 - 스리나가르 공항
  - 푼네 - 푼네 공항

## 단항 노선

### 아시아

#### 남아시아
- 인도
  - 첸나이 - 첸나이 국제공항